# Mùa hè chiều thẳng đứng
Mùa hè chiều thẳng đứng (tiếng Pháp: À la verticale de l'été, tiếng Anh: The Vertical Ray of the Sun) là phim điện ảnh chính kịch tiếng Việt phát hành năm 2000, do cac hãng phim Việt Nam - Pháp - Đức hợp tác sản xuất và Trần Anh Hùng làm đạo diễn kiêm biên kịch. Là một trong 3 bộ phim về đề tài Việt Nam của Trần Anh Hùng, Mùa hè chiều thẳng đứng kể về câu chuyện gia đình của 3 chị em gái: Sương (Như Quỳnh), Khanh (Lê Khanh) và Liên (Trần Nữ Yên Khê) quanh ngày giỗ mẹ tại Hà Nội.
Bối cảnh chủ yếu của phim diễn ra tại Hà Nội, lấy ý tưởng từ ký ức tuổi thơ của Trần Anh Hùng, sau một lần đến thăm thủ đô trong thời gian thực hiện Xích lô (1995). Phần lớn nhân vật trong phim phản ánh hình ảnh đời thực của diễn viên, với vai Sương được tác giả viết riêng cho diễn viên Như Quỳnh. Phim sử dụng bài hát của Lou Reed và Trịnh Công Sơn, trong khi Tôn Thất Tiết đảm nhận phần nhạc nền.
Phim công chiếu ngày 18 tháng 5 năm 2000 tại Liên hoan phim Cannes ở hạng mục "Một góc nhìn" và ra mắt tại Mỹ từ ngày 6 tháng 7 năm 2000 trong những phản hồi tích cực, với nhiều lời khen ngợi chỉ đạo của Trần Anh Hùng. Trong thời gian trình chiếu tại Mỹ, phim thu về hơn 450.000 đô-la Mỹ tại các phòng vé. Đây được xem là bộ phim quan trọng trong quá trình nhập khẩu phim tại thị trường nội địa và góp phần thu hút du khách đến vịnh Hạ Long.

## Nội dung
Tại Hà Nội, gia đình của bốn chị em nhà nọ sum họp để chuẩn bị giỗ mẹ ở quán nước của người chị cả, Sương. Trong ngày giỗ, Khanh kể lúc chồng mình, Kiên tìm thấy manh mối về thân phận của ông Toàn, người được tin là mối tình lúc trẻ thơ mà mẹ họ tiết lộ trước lúc lâm chung. Người cha lúc đó vì quá đau buồn mà cũng qua đời một tháng sau. Vì người mẹ sinh sớm hơn cha họ một tháng, Liên xem cái chết của cha là mảnh ghép hoàn hảo trong mối nhân duyên của họ.
Sau ngày giỗ, Khanh tiết lộ mình có thai cùng Kiên, nhưng đề nghị anh giữ kín thêm một vài tháng nữa. Khi gặp bế tắc trong đoạn kết của quyển tiểu thuyết đầu tay, Kiên bỏ ra một tuần lễ đến Sài Gòn cho khuây khỏa. Trong chuyến đi, anh gặp gỡ một người phụ nữ quý phái tên Ngân và tìm đến phòng của cô ấy tại khách sạn, nhưng họ không có gì với nhau. Tìm thấy mảnh giấy của Ngân trong túi Kiên, Khanh nghi ngờ sự trung thực của chồng mình.
Trong lúc Quốc thường xuyên đi khắp nơi để chụp ảnh các loài thực vật, Sương lén lút chồng mình quan hệ cùng Tuấn, một chàng doanh nhân người Sài Gòn mà cô gặp ở quán nước. Trong một lần trở về, Quốc công bố với Sương về một người vợ khác và đứa con trai của họ tại Hạ Long, Quảng Ninh. Đau khổ, Sương chấp nhận gia đình nhỏ của Quốc, chỉ cần anh vẫn là chồng của cô. Sương chấm dứt quan hệ cùng Tuấn.
Người em út, Liên làm việc tại quán nước của Sương và ở cùng một căn hộ với Hải, người anh ruột sống chật vật với nghề diễn viên. Dù được một chàng trai (Hoàng Lâm Tùng) để ý, Liên lại thích thú vì hay bị người ngoài nhìn nhầm cô và anh trai là vợ chồng. Cô phải lòng Hòa, một chàng sinh viên trường Kiến trúc hơn cô 1 tuổi, người cảm thấy bị Liên chế ngự trong mối quan hệ.
Liên khiến Sương và Khanh sửng sốt khi thông báo mình mang thai với Hòa. Cả ba chị em sau đó kể cho nhau nghe mọi chuyện, cùng nhau khóc nhưng lại mau chóng cười đùa vì biết Liên nhầm tưởng về cái thai. Phim khép lại tại căn hộ của Liên và Hải, lúc họ thức dậy và chuẩn bị cho ngày giỗ của người cha.

## Vai diễn
- Trần Nữ Yên Khê trong vai Liên
- Nguyễn Như Quỳnh trong vai Sương
- Lê Khanh trong vai Khanh
- Ngô Quang Hải trong vai Hải
- Chu Hùng trong vai Quốc
- NSND Mạnh Cường trong vai Kiên
- Lê Tuấn Anh trong vai Tuấn
- Lê Ngọc Dung trong vai Hương
- Đỗ Thị Hải Yến trong vai Mùi
- Đoàn Việt Hà trong vai Ngân
- Lê Vũ Long trong vai Hòa
- Hoàng Lâm Tùng trong vai Toàn

## Sản xuất

### Hoàn cảnh

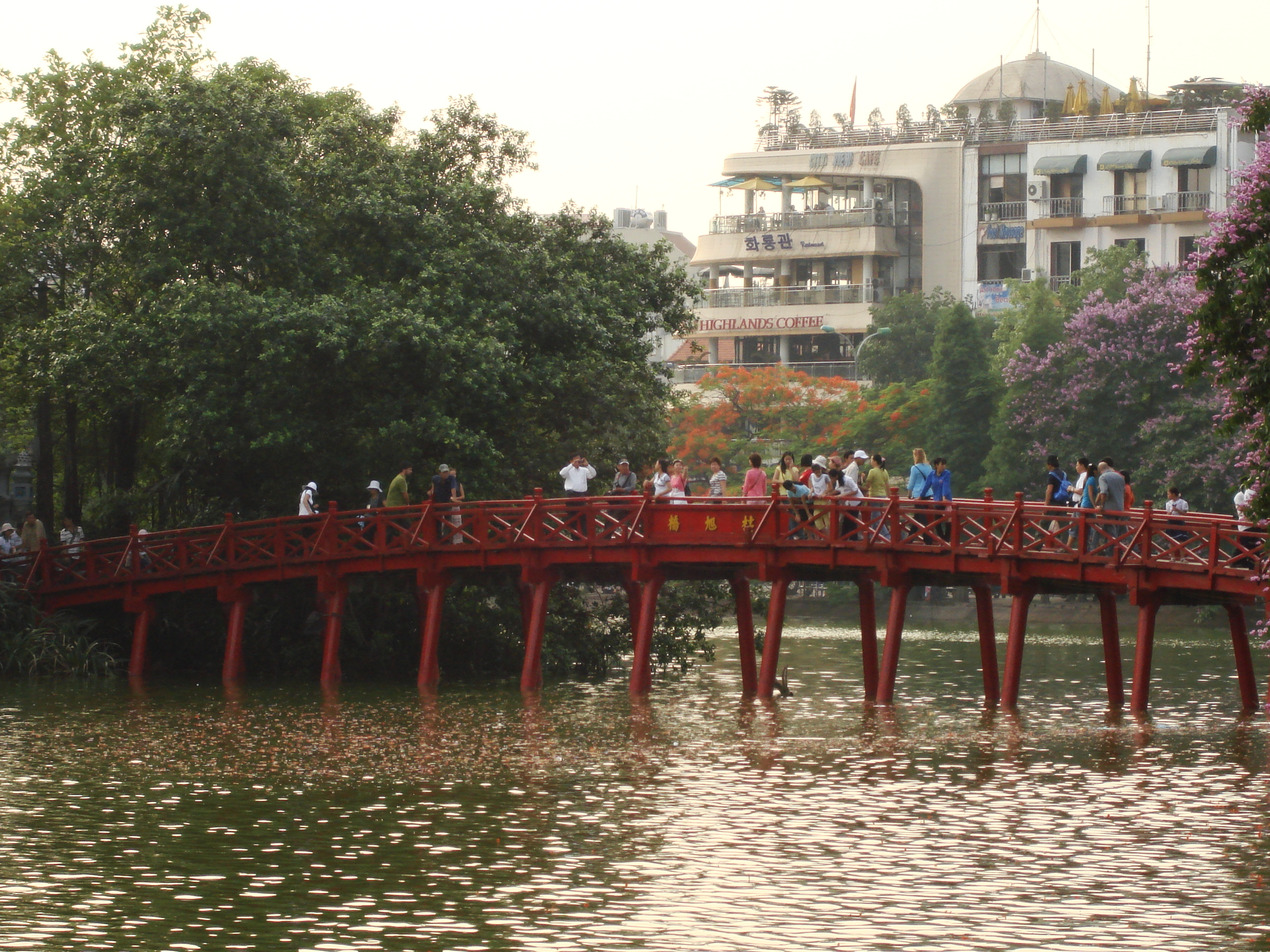
Phim lấy bối cảnh chính tại Hà Nội.

Năm 1995, đạo diễn Trần Anh Hùng phát hành phim tiếng Việt Xích lô, lấy bối cảnh tại Sài Gòn. Trong thời gian ghi hình, anh trở về Hà Nội để nghỉ ngơi trong dịp lễ Giáng sinh. Tại đó, anh bị lôi cuốn bởi vẻ đẹp gợi cảm và thân mật của thủ đô: "Sau những ồn ào lúc thực hiện Xích lô, tôi lại tìm thấy sự hài hòa tiềm ẩn ở Hà Nội. Tôi biết mình nợ thành phố này một bộ phim." Đạo diễn mô tả Hà Nội là nơi duy nhất khiến anh cảm thấy "mối quan hệ giữa đàn ông và phụ nữ có thể được xúc tác bởi sự hững hờ chân thực".
Sau chuyến đi tới Hà Nội, đạo diễn gợi nhớ lại những giấc mơ buổi ban trưa và ký ức tuổi thơ tại Đà Nẵng của mình: "Những giờ phút nhẹ nhàng... Từng làn gió thổi, những buổi chiều bất động, ru ngủ bởi tiếng vo ve của côn trùng, say sưa mùi quả chín rụng dưới gốc cây". Bên cạnh đó là trải nghiệm cá nhân về sự rạn nứt của gia đình, được tác giả miêu tả là "sự hòa hợp không thể phá vỡ". Lớn lên tại Pháp, sự khó khăn trong việc duy trì cuộc sống thuần Việt ở xã hội Tây phương khiến tác giả cảm thấy "có gì đó ngăn mình lại, mình hơi bị nín thở, mình hơi bị treo lửng". Tâm tư này được gửi gắm vào nhân vật Quốc, người "sống giữa hai người đàn bà, làm cho anh ta có cảm giác không thể thở được".

### Sáng tác và diễn viên
Trần Anh Hùng miêu tả đây là "một bộ phim hài gợi cảm, dịu dàng mà chua cay", kể về "nhiều vấn đề, trong đó có sự bội tín và khát vọng tình yêu đôi lứa", "sự hài hòa" hoặc "sự khéo léo giữ thể diện" giữa các nhân vật. Phim mang phong cách nhẹ nhàng, cho phép những hình ảnh bất động và ngưng đọng về mặt thời gian để truyền đạt sự hài hòa và mưu cầu hạnh phúc của các nhân vật, cũng như ấn tượng tuổi thơ của đạo diễn về Hà Nội. Thay vì miêu tả trải nghiệm đời thường của các nhân vật theo hướng tư liệu, nhũng hình ảnh trong bộ phim lột tả những bí mật hoặc ký ức hài hòa mà họ giữ kín. Trần Anh Hùng cho rằng, "sự hài hòa mà họ truyền tải có một nét đẹp riêng, một nét đẹp bị vấy bẩn bởi sự cay đắng và u sầu".
Trần Anh Hùng quen biết các diễn viên trước khi viết kịch bản, thế nên các nhân vật trong phim phản ánh hình ảnh thật của diễn viên theo góc nhìn của tác giả. Trong kịch bản đầu tiên, lúc này mang tên Hà Nội ngày không mưa, đạo diễn chọn tên nhân vật giống với tên diễn viên để phục vụ sáng tác. Sau đó, diễn viên được quyền chọn tên theo ý thích, cũng như đưa những chi tiết tương đồng từ đời thực vào vai diễn của họ. Tên của các nhân vật chính bao gồm Lê Khanh vai Khanh, Liên là tên ở nhà của Trần Nữ Yên Khê, riêng Như Quỳnh từ chối dùng tên thật.

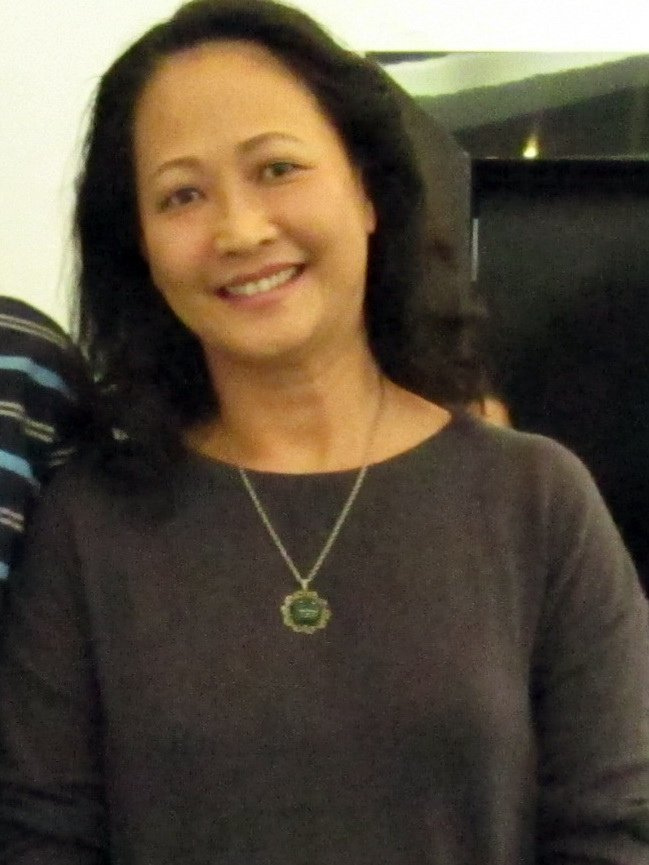
Vai Sương được Trần Anh Hùng viết riêng cho nữ diễn viên Như Quỳnh.

Mùa hè chiều thẳng đứng đánh dấu lần hợp tác thứ hai giữa nữ diễn viên Như Quỳnh và đạo diễn Trần Anh Hùng, sau Xích lô. Như Quỳnh là nguồn cảm hứng trong quá trình tạo nên kịch bản Mùa hè chiều thẳng đứng. Là một người thân thiết với gia đình cô, Trần Anh Hùng quan sát từ những bữa ăn đến lối sống của họ, cùng những cảnh vật trong quán cà phê của vợ chồng nhà cô, nằm trên con phố Bát Đàn, để áp dụng trong nhiều chi tiết phim.
Đạo diễn viết riêng vai Sương cho diễn viên Như Quỳnh. Vẻ ngoài của Như Quỳnh và nhân vật này có nhiều điểm tương đồng: một người phụ nữ Hà Nội cổ điển, hướng về gia đình, nhuần nhã và tinh tế; nhưng cũng giống với hình ảnh bà Buồn trong Xích lô, người phụ nữ ấy mang trong mình đời sống tinh thần phức tạp và sự nổi loạn âm thầm. Sau khi được Như Quỳnh giới thiệu về hoa tường vi, hầu hết cảnh quay nội thất của nhân vật Sương đều xuất hiện một bình hoa tường vi.
Lê Khanh yêu thích không khí "như một hơi thở bình thản chứa đầy nhựa sống" của bộ phim, làm toát lên "một sức sống mãnh liệt đến hồi hộp và đợi chờ". Cô cảm thấy lời thoại của các nhân vật trong ngày giỗ mang tới sự chân thật từ đời sống, "nó dí dỏm và hấp dẫn. Điện ảnh phải phản ánh cuộc sống thật một cách chắt lọc. Chúng ta cứ trốn tránh cái thật nên toàn nói cái giả. Nếu gạt bỏ những chi tiết sống đó thì còn lại toàn cái giả vờ với nhau." Trước khi tham gia Mùa hè chiều thẳng đứng, Trần Nữ Yên Khê theo trường Kiến trúc và Thiết kế Camondo tại Pháp, rồi diễn xuất và thiết kế mỹ thuật trong hai bộ phim Xích lô và Mùi đu đủ xanh (1993) của chồng. Tuy xuất hiện "không thua kém" nhau trên màn ảnh, các diễn viên chính lại nhận số tiền thù lao khác nhau: Yên Khê được trả 500.000 đô-la Mỹ, còn Như Quỳnh và Lê Khanh chỉ nhận vài nghìn đô-la Mỹ.
Trải qua đào tạo trở thành nhà biên đạo múa, Lê Vũ Long tay ngang chuyển sang phim ảnh mà không màng đến thời lượng xuất hiện. Dù trước đó không quen biết, Trần Anh Hùng đã mua vé máy bay khứ hồi từ Pháp đến Việt Nam trong 2 ngày để mời Lê Vũ Long nhận một vai phụ "thấp thoáng màn ảnh". Cũng xuất thân từ ngành múa, Đỗ Thị Hải Yến được đạo diễn giao cho một vai phụ, lúc này mới chỉ 16 tuổi. Đây là một trong những vai diễn đầu tiên của cô, sau khi tham gia một bộ phim bị bỏ dở của đạo diễn Vinh Sơn năm 13 tuổi. Trong giai đoạn tuyển vai, cô gặp gỡ Ngô Quang Hải—một diễn viên khác trong phim, người từng cộng tác trong Xích lô. Họ kết hôn vào năm 2003.

### Dàn dựng và âm nhạc
Phim do Hãng phim truyện Việt Nam, Canal+, arte France Cinéma, Lazennec Films và Zweites Deutsches Fernsehen hợp tác sản xuất. Theo Benoit Barouh, nhà thiết kế sản xuất của Mùa hè chiều thẳng đứng, công việc thiết kế tập trung vào tô điểm cho thời gian, tìm một tông điệu, một mức độ vừa phải để nhận dạng và hiện thực hóa khung cảnh. Đạo diễn chú trọng đến ngoại cảnh của bộ phim; khi quay cảnh bức tường rêu phong trong quán cà phê, anh thuê thợ tạo mẫu cho bức tường hơn 1 tháng cho đúng ý đồ của mình.
Trong những cảnh quay buổi sáng của Liên và Hải tại căn hộ, Trần Nữ Yên Khê chọn lối diễn xuất bằng hình thể và học hỏi cách làm nũng khi tỉnh dậy của một con mèo. Trần Anh Hùng nhấn mạnh tính quan trọng của những cảnh phim này, vì dù "hầu như không có thoại, nhưng nhất thiết phải đầy ắp không khí. Không khí của những người biết thở và không quên mình đang thở." Cảnh tắm đêm của 3 chị em quay ở Hà Nội giữa thời tiết oi nóng của tháng 7. Như Quỳnh bị ngấm lạnh sau cảnh quay, vì phải làm lại đến 15 lần, từ 1 giờ đến 4 giờ sáng. Trong cảnh ba chị em bên cạnh con gà lễ trên chiếc đĩa men sứ, nhóm đạo cụ mang nồi nước gà luộc còn ấm nóng theo tới trường quay. Cứ một lúc, con gà lại được nhúng vào để giữ độ ẩm cũng như màu sắc óng ả. Họ còn phải ươm từng ngọn lá khoai, nuôi từng con cào cào để phục vụ cảnh quay một chú cào cào nhảy trên ngọn lá đẫm sương.
Tôn Thất Tiết đảm nhận phần nhạc nền cho bộ phim. Trần Anh Hùng mong muốn âm nhạc trong bộ phim "truyền đạt cảm xúc vừa mơ hồ vừa chua cay, một góc nhìn thiện cảm đối với những câu chuyện của mọi người đang diễn ra trước mắt ta". Âm nhạc không nhấn mạnh vào hành động, mà chỉ điểm tô, xác nhận, suy ngẫm và bày tỏ quan điểm về tình huống, qua đó bộc lộ tâm hồn của người xem. Giai điệu lặp lại cùng sự tiến triển của âm nhạc giúp tạo nên nhịp độ chậm chạp đến bất động của bộ phim.
Phim sử dụng nhạc phẩm của Arab Strap, The Married Monk, hai nhạc phẩm của Lou Reed "Pale Blue Eyes" và "Coney Island Baby", bên cạnh các bài tình khúc của Trịnh Công Sơn như "Cuối cùng cho một tình yêu", "Nắng thủy tinh" và "Rừng xưa đã khép". Bài nhạc của Trịnh Công Sơn không được dịch phụ đề và bị gạt bỏ hết những chất biểu diễn và sân khấu, giữ lại chất gần gũi và thân mật cho khán giả. Các bài hát tiếng Anh và tiếng Việt có những chỗ đứng khác nhau trong bộ phim.
Trịnh Cung, tác giả bài thơ mà Trịnh Công Sơn lấy làm nguyên tác cho ca khúc "Cuối cùng cho một tình yêu", lên tiếng về sự vi phạm bản quyền của Mùa hè chiều thẳng đứng. Sau khi mua đĩa vào tháng 11 năm 2010, Trịnh Cung phát hiện bộ phim sử dụng ca khúc này 3 lần, nhưng không đề tên ông trong phần giới thiệu cuối phim. Ông đã ba lần gửi thư điện tử đến hãng phim Lazennec vào đầu tháng 12 năm 2010 nhưng tính đến đầu năm 2011 vẫn chưa được hồi âm. Hãng Lazennec có ký hợp đồng với nhạc sĩ Trịnh Công Sơn và đã chi trả tác quyền, nhưng chưa liên lạc đến nhà thơ Trịnh Cung.

## Phân tích

### Tựa đề
Tựa đề tiếng Việt của phim là Mùa hè chiều thẳng đứng, được lấy từ ý của một câu thơ Haiku. Khi được hỏi về tên của bộ phim, Trần Anh Hùng cho biết "Tôi luôn lựa chọn những tiêu đề mới nghe qua không có ý nghĩa gì cả và càng ít sự liên hệ để khán giả đoán về nội dung phim càng tốt. Chỉ cần chúng tạo được một chút chất nhạc hay chất hình là được".
Trong một bài viết về dịch thuật, nhà nghiên cứu văn hóa Ngô Tự Lập lấy tựa đề phim làm ví dụ cho "cấp độ tâm lí", lấy phản ứng tâm lí của người đọc để gợi nên một cách hiểu thẩm mĩ nhất định. Ông cho biết
| “ | Tên phim trong tiếng Pháp rất rõ ràng, trong khi đó cái tên tiếng Việt lại có một sự mập mờ - sự mập mờ mà theo tôi đã làm cho cái tên tiếng Việt đẹp hơn trong tiếng Pháp. Sự mập mờ nằm ở chữ "chiều" [...] Khi chưa biết tên phim bằng tiếng Pháp, tôi nghĩ "chiều" là "buổi chiều". Thật đẹp, buổi chiều thẳng đứng. Một buổi chiều thẳng đứng mùa hè. Cái tên gợi rất nhiều suy nghĩ, bởi nó nó rất thơ, rất triết, và nhất là nó rất khác thường. Tôi đã thử hỏi rất nhiều người và nhiều người trong số họ cũng nghĩ "chiều" ở đây là một buổi chiều. Cái tên còn gợi mở hơn nữa vì "chiều" cũng có thể hiểu là "phương". Thú thật, tôi đã hơi thất vọng khi biết, nhờ cái tên tiếng Pháp, rằng "chiều" chỉ đơn thuần là từ "phương". Cái tên tiếng Pháp chỉ đơn thuần là "Phương thẳng đứng của mùa hè", hay "Mùa hè phương thẳng đứng". Cho đến bây giờ, tôi vẫn muốn tin rằng sự mập mờ trong cái tên tiếng Việt là cố ý, rằng đó là sáng tạo của tác giả. | ” |

Tụa đề bộ phim trong tiếng Nhật được đặt là "Hạ chí" (夏至 Geshi). Nó có vẻ đúng với tên gốc khi Hạ chí là ngày dài nhất của mùa hè, ngày mà mặt trời ở chiều thẳng đứng với mặt đất.

### Chủ đề tính dục và gia đình
Trong Mùa hè chiều thẳng đứng, lãnh địa của đàn ông và phụ nữ không những được phân chia mà còn mang nhiều khái niệm về lao động và giải trí. Tiến sĩ Lan Dương trong cuốn Treacherous Subjects: Gender, Culture, and Trans-Vietnamese Feminism nhận thấy tuyến nhân vật nam linh động hơn trong các hoạt động xây dựng và tiêu thụ nghệ thuật, còn những người vợ trở thành người giám hộ, đóng vai trò bảo vệ gia đình. Trong phim, sự nữ tính khẳng định giá trị người phụ nữ, còn những người chồng thì gắn liền với danh tính của những người nghệ sĩ. Theo bà, các nhân vật nữ tuy mang phẩm chất của "người đàn bà tiết nghĩa và có kiên nhẫn", nhưng không được thừa hưởng cái nhìn riêng, mà chỉ "là biểu tượng cho một tư tưởng hoặc là lý tưởng gì đó cho đạo diễn" và là sản phẩm "từ cái nhìn của nhân vật đàn ông".
Một trong những chủ đề được đề cập là sự bứt phá của các nhân vật. Họ tìm cách thoát khỏi sự cô lập từ các vấn đề nảy sinh trong gia đình, hôn nhân và các lễ nghi truyền thống, để thực hiện một cuộc hành trình khám phá bản thân ở "một nơi khác". Quốc đến vịnh Hạ Long trong xanh để tìm lại sự yên bình, tìm về một gia đình khác; chuyến đi tìm hiểu bí mật gia đình có thấp thoáng gian tình của Kiên; và hành trình khám phá tính dục đầy mâu thuẫn của người chị cả tại những căn phòng bí ẩn.
Ba chị em gái xem cha mẹ mình là hình tượng mẫu mực trong hôn nhân. Khi thông tin về ông Toàn đe dọa ký ức mẫu mực kia, ba chị em vội vàng sáng tạo nên một câu chuyện để bảo toàn sự hòa hợp giữa họ và cha mẹ. Sương biến giả thuyết của Kiên và Khanh thành lời khẳng định và gợi ý chuyến đi của Kiên đến Sài Gòn có thể giải đáp khúc mắc về người đàn ông bí ẩn. Ba chị em, dù vậy, lại thỏa thuận ngầm giữ kín bí mật của cha mẹ. Trái ngược với hình tượng của cha mẹ, đời sống tình cảm của họ không thể tìm được sự hòa hợp.
Sương biết mình không thể nào tiết lộ bí mật thầm kín trong cuộc hôn nhân với Quốc. Liên, người cũng đang gặp trắc trở trong tình cảm, đồng ý với Sương; cô đề nghị Kiên dừng tìm kiếm sự thật vì cô muốn tin tưởng vào câu chuyện mình dựng nên về cuộc hôn nhân hoàn hảo của cha mẹ. Riêng Khanh thì hứng khởi và thích thú bởi câu chuyện "ông Toàn của mẹ", vì cô tự tin về cuộc hôn nhân mới chớm nở của mình, đầy rực rỡ và gắn bó. Cuối cùng, Khanh không nói gì về chuyện dừng tìm hiểu với Kiên.

### Bối cảnh
Phim miêu tả Hà Nội theo lăng kính riêng của Trần Anh Hùng. Theo Barouh, những vật liệu không chắc chắn sử dụng trong phối cảnh nhà cửa tại Việt Nam, đặc biệt ở Hà Nội, khiến người khác muốn nhìn kỹ và lắng nghe thêm về cuộc sống của hàng xóm xung quanh mình. Sự gần gũi và bí mật được giấu sau những sinh hoạt hằng ngày, ẩn nấp tại nơi họ sinh sống và những đồ vật trang trí. Để tìm kiếm sự mới mẻ, các bài hát hiện đại được chọn xuất hiện trong bối cảnh Hà Nội cổ.
Phim sử dụng nhiều phong cách ngôn ngữ điện ảnh khác biệt. Cảnh nhân vật Liên và Hải tại căn hộ không có lời thoại và máy quay liên tục chuyển động. Câu chuyện giữa họ không còn quan trọng, nhưng lại gây ấn tượng đến khán giả. Khi Quốc ngồi cùng ông lão ở vịnh Hạ Long, người xem không biết họ ngồi trên cái gì, chỉ thấy sự đung đưa, như thể họ đang nổi giữa không trung, không có gì níu giữ. Theo Trần Anh Hùng, "đó chính là tâm trạng của nhân vật vào lúc ấy. Là sự hồn nhiên, sự đơn giản, như tấm ảnh đầu tiên người ta chụp".
Bối cảnh và chất liệu thể hiện ý niệm về thời gian và cách tiếp cận đặc biệt theo từng nhân vật. Màu vàng rực rỡ làm át đi cái tôi mỏng manh và ung dung của Liên; màu xanh dạ quang tối biểu thị bản chất truyền thống trong gia đình; hình ảnh gỗ thô cộng với màu xanh tươi của nước cho thấy sự khao khát tinh khiết và hài hòa của con người, như ở nhân vật Quốc. Màu sắc, độ trong suốt và tính minh bạch đóng vai trò quan trọng trong biểu hiện của nhân vật.

## Phát hành
Mùa hè chiều thẳng đứng thường được xem là bộ phim cuối cùng trong Vietnam's trilogy, một chùm 3 bộ phim đề tài Việt Nam của đạo diễn Trần Anh Hùng, theo sau Mùi đu đủ xanh và Xích lô. Phim trình chiếu lần đầu tiên tại Liên hoan phim Cannes ở hạng mục "Một góc nhìn", vào ngày 18 tháng 5 năm 2000. Phim còn xuất hiện tại Liên hoan phim quốc tế Hồng Kông lần thứ 26 và trình chiếu tại hạng mục "Điện ảnh đương đại thế giới" ở Liên hoan phim quốc tế Toronto năm 2000. Ở Pháp, phim phát hành ngày 24 tháng 5 năm 2000. Tại Mỹ, hãng Sony Pictures Classic phát hành phim dưới tựa đề The Vertical Ray of the Sun từ ngày 6 tháng 7 năm 2001, dán nhãn PG-13 bởi các yếu tố và hình ảnh liên quan đến tình dục, có thể không phù hợp với trẻ dưới 13 tuổi.
Hãng Sony Pictures phát hành DVD của bộ phim ngày 1 tháng 1 năm 2002, với phụ đề tiếng Anh. Sau một thời gian ngắn ra mắt tại Việt Nam, phim trở lại thị trường băng đĩa trong nước vào tháng 8 năm 2005. Năm 2011, Văn Bảy của Thể thao & Văn hóa xem bộ phim là một cột mốc bắt đầu quá trình 10 năm nhập khẩu phim của những nhân tố Việt kiều, "là một chất xúc tác quan trọng để thị trường phim nội địa thay đổi và phát triển". Theo ông Trịnh Đăng Thanh, Phó Giám đốc Sở Văn hóa – Thể thao – Du lịch tỉnh Quảng Ninh, nhiều trường đoạn đẹp của những bộ phim như Mùa hè chiều thẳng đứng hay Đông Dương (1992) tại vịnh Hạ Long đã góp phần thu hút du khách đến tham quan vịnh.

### Phòng vé
Tại Hoa Kỳ, phim đạt tổng doanh thu 456.387 đô-la Mỹ trong 26 tuần trình chiếu. Theo thống kê của trang Box Office Mojo, đây là phim có doanh thu tại Hoa Kỳ năm 2001 cao thứ 282, phim nhãn PG-13 có doanh thu nội địa năm 2001 cao thứ 87 và là phim có doanh thu cao thứ 226 năm 2001 trên toàn cầu.
Trong tuần phát hành đầu tiên tại Hoa Kỳ, phim thu về 29.339 đô-la Mỹ tại 4 rạp chiếu. Trong tuần kế tiếp, phim giành được 29.966 đô-la Mỹ ở 7 rạp chiếu, trở thành tuần có doanh thu lớn nhất trong thời gian trình chiếu tại quốc gia này. Phim còn được ghi nhận doanh thu 195.767 bảng Anh với 41.521 khán giả tại Tây Ban Nha, tính đến ngày 31 tháng 8 năm 2002. Tại Pháp, phim thu hút 143.909 khán giả và tại Hà Lan là 7.522 khán giả.

### Đánh giá chuyên môn
Mùa hè chiều thẳng đứng được các nhà phê bình điện ảnh khen ngợi. Trên trang tổng hợp kết quả đánh giá Rotten Tomatoes, bộ phim nhận được "Chứng nhận tươi" (Fresh) với 82% đánh giá tích cực được tổng hợp dựa trên 55 bài bình luận, với điểm số trung bình là 7,1 trên 10 cùng lời nhận xét "Mùa hè chiều thẳng đứng điềm tĩnh một cách tráng lệ, nên thơ, ru người xem vào câu chuyện đời thường". Tại Metacritic, một trang chuyên cho điểm số trung bình dựa trên 100 đánh giá hàng đầu từ các nhà phê bình chính thống, bộ phim nhận được 72 điểm dựa trên 21 bài đánh giá, được xếp hạng "nhìn chung là ý kiến tán thành", là phim đánh giá cao thứ 81 năm 2001. Kim Fay trong To Asia with Love: A Connoisseurs' Guide to Cambodia, Laos, Thailand & Vietnam gọi đây là bộ phim có "hình ảnh đáng nhớ nhất" trong Việt Nam trilogy, đặc biệt ở màu sắc và cảnh xuất hiện bài hát của Lou Reed.

### Giải thưởng
| Giải thưởng     | Hạng mục                         | Nội dung đề cử    | Kết quả |
| --------------- | -------------------------------- | ----------------- | ------- |
| Giải Chlotrudis | Dàn diễn viên xuất sắc nhất      |                   | Đề cử   |
| Giải Chlotrudis | Kỹ thuật quay phim xuất sắc nhất | Mark Lee Ping-Bin | Đề cử   |